# Vicente Vila Gimeno
Vicente Vila Gimeno (València, 30 d'abril de 1908 - Madrid, 28 de juny de 2009) va ser un pintor, aquarel·lista i cartellista valencià. Conegut pel pseudònim de Wila, el període en què va destacar va ser durant la Guerra Civil Espanyola, realitzant treballs per al bàndol republicà.
Va estudiar Belles Arts a Sant Carles, obtenint el premi extraordinari de final de carrera. Amb l'esclat de la guerra, es va adherir a l'Asociación de Intelectuales Antifascistas para la Defensa de la Cultura, treballant per al taller de l'associació realitzant cartells. Com que no tenia adscripció política, va poder fugir a Madrid en acabar la guerra. Des d'allà va treballar fent cartells per a CIFESA, va treballar als decorats de 55 dies a Pequín i va fer il·lustracions per a llibres escolars. Les seues obres del període bèl·lic van poder conservar-se i catalogar-se, ja que les va alçar i amagar al seu taller de València. Va realitzar els cartells de Falles de 1941, 1942, 1943 i 1944; de la Fira de Juliol el 1941 i 1951 o els de la Corrida de la Beneficencia de Madrid el 1975 i 1978.